# Casseneuil
Casseneuil é uma comuna francesa na região administrativa da Nova Aquitânia, no departamento Lot-et-Garonne. Estende-se por uma área de 18,13 km². Em 2010 a comuna tinha 2 459 habitantes (densidade: 135,6 hab./km²).